# Ciclo Ericsson

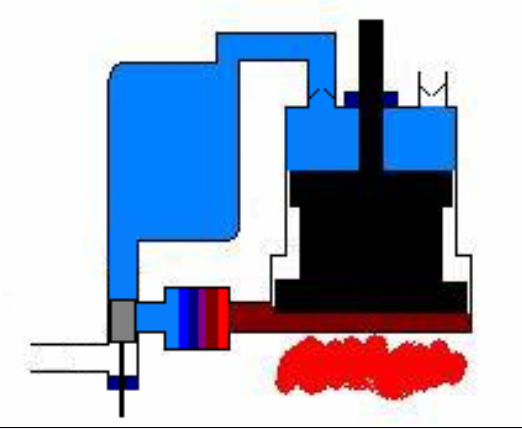
Representação de um motor Ericsson. Um fluido de trabalho gasoso frio entra no cilindro através de uma válvula na parte superior direita. O ar é comprimido pelo pistão (preto) quando este se move para cima. O ar comprimido é armazenado no tanque pneumático (esquerda). Uma válvula de duas vias (cinza) se move para baixo para permitir a passagem do ar pressurizado através do regenerador, onde ele é pré-aquecido. O ar entra então no espaço abaixo do pistão, que é aquecido externamente. O ar expande e realiza trabalho sobre o pistão quando este se move para cima. Depois da expansão, a válvula de duas vias se move para cima, fechando o tanque e abrindo a porta de escape. Enquanto o pistão se move novamente para baixo, ar quente é empurrado de volta através do regenerador, recuperando a maior parte do calor antes de sair da porta de escape (esquerda) como ar frio.

O Ciclo Ericsson é assim nomeado em homenagem à John Ericsson, que projetou e construiu máquinas de calor baseadas em vários ciclos termodinâmicos. J. Ericsson inventou duas máquinas cíclicas de calor e desenvolveu maquinas práticas baseadas nestes ciclos. Seu primeiro ciclo é conhecido como “Ciclo fechado de Brayton”, enquanto seu segundo ciclo é chamado de “Ciclo Ericsson”.

## Ciclo Ericsson Ideal
O Ciclo Ericsson é um ciclo termodinâmico ideal composto por quatro processos reversíveis, sendo duas transformações isotérmicas e duas transformações isobáricas. Esse ciclo descreve o funcionamento teórico de um tipo de máquina térmica chamada de motor Ericsson. O Ciclo Ericsson possui similaridades com outros ciclos importantes, como o Ciclo Stirling e o Ciclo Brayton. Os processos que ocorrem no Ciclo Ericsson Ideal estão listados a seguir
- - Compressão isotérmica: O espaço de compressão está inter-resfriado para que o gás seja comprimido isotermicamente. O ar comprimido flui para um tanque de armazenamento a pressão constante. No ciclo ideal, não há transferência de calor através das paredes do tanque.
  - Adição de calor isobárica: Do tanque, o ar comprimido flui através de um regenerador e ganha calor a uma alta pressão no caminho para um cilindro de energia aquecido.
  - Expansão isotérmica: O cilindro de energia é aquecido externamente, e o gás expande isotermicamente.
  - Remoção de calor isobárica: Antes de o ar ser liberado, ele passa novamente pelo regenerador, que resfria o ar a uma baixa pressão e é aquecido para o próximo ciclo.

O Ciclo Ericsson é o ciclo-limite, onde há um número infinito de estágios de reaquecimento e inter-resfriamento. Nesse processo, toda a adição de calor ocorre quando o fluido de trabalho estiver na temperatura mais alta e toda a remoção de calor ocorre quando ele estiver na temperatura mais baixa. Em aplicações reais, o limite econômico de estágios usados nas fases de reaquecimento e inter-resfriamento é dois ou três.

Cada inter-resfriador retorna o fluido de trabalho para a temperatura mais baixa, da entrada do primeiro estágio de compressão, e cada reaquecedor retorna o fluido de trabalho para a temperatura mais alta, da entrada do primeiro estágio de expansão. O regenerador faz com que o calor recebido na transformação isobárica a alta pressão seja obtido do calor rejeitado na transformação isobárica a baixa pressão.

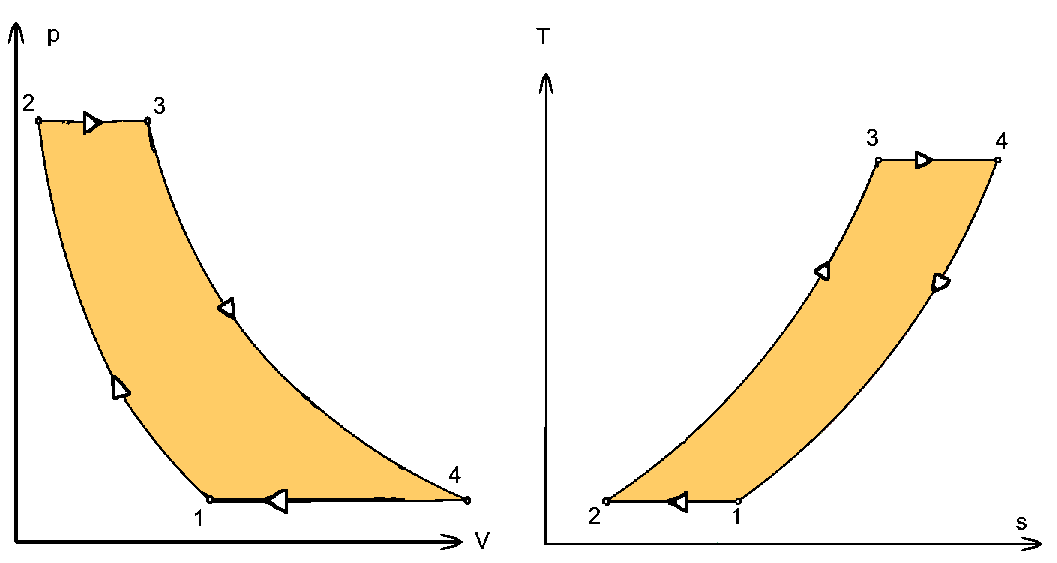
Diagrama do Ciclo Ericsson

A modificação no Ciclo Brayton que faz com que seu comportamento se aproxime do Ciclo Ericsson é a utilização de múltiplos estágios de compressão e expansão. Diferentemente do Ciclo Brayton, que utiliza compressões e expansões adiabáticas, o Ciclo Ericsson usa compressões e expansões isotérmicas.
O Ciclo Ericsson, assim como o Ciclo Stirling, utiliza um regenerador. Os dois ciclos possuem eficiências térmicas iguais a do Ciclo de Carnot.

### Comparação com o Ciclo Brayton
O  primeiro ciclo desenvolvido por Ericsson é chamado atualmente de "ciclo Brayton", comumente aplicado aos motores a jato rotativo para aviões.
A modificação no Ciclo Brayton que faz com que seu comportamento se aproxime do Ciclo Ericsson é a utilização de múltiplos estágios de compressão e expansão. Diferentemente do Ciclo Brayton, que utiliza compressões e expansões adiabáticas, o Ciclo Ericsson usa compressões e expansões isotérmicas.
O Ciclo Ericsson, assim como o Ciclo Stirling, utiliza um regenerador. Os dois ciclos possuem eficiências térmicas iguais a do Ciclo de Carnot.

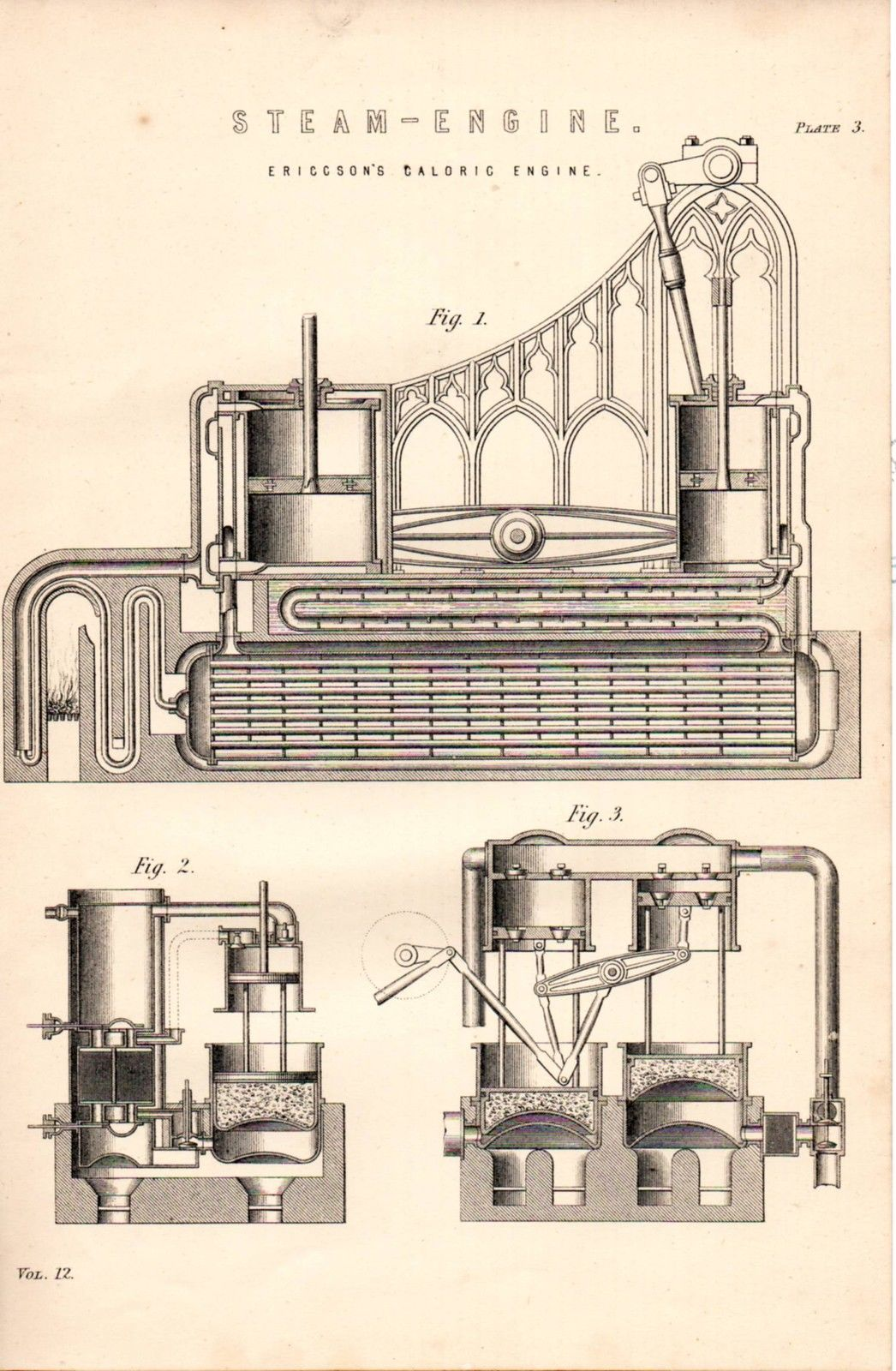
Motor de Ericsson

## História
Antes de Ericsson, em 1791, John Barber propôs um mecanismo similar. O motor de Barber usava um compressor de fole e um expansor de turbina, mas faltava um regenerador/recuperador, mas não há registros do motor de Barber trabalhando. Em em 1833, Ericsson inventou e patenteou seu primeiro motor (número 6409/1833 britânico). Isso foi 18 anos antes de Joule e 43 anos antes de Brayton. Os motores de Brayton eram todos motores com pistão e, em sua maioria, versões da combustão interna do motor de Ericsson refeitos. O "ciclo Brayton" é agora conhecido como o ciclo da turbina a gás, que difere do "ciclo Brayton" original no uso de um compressor e expansor de turbina. O ciclo da turbina a gás é usado para todos os motores modernos de turbina a gás e motores de turbo a jato, entretanto, as turbinas de ciclo a gás simples são muitas vezes refeitas para melhorar a eficiência e as mesmas se parecem mais com o trabalho de Ericsson.
Ericsson eventualmente abandonou o ciclo aberto em favor do tradicional ciclo fechado de Stirling.
O motor de Ericsson pode ser facilmente modificado para operar em modo de ciclo fechado, usando um segundo recipiente de baixa pressão e refrigerado entre o escape original e a entrada. No ciclo fechado, a pressão mais baixa pode ser significativamente acima da pressão ambiente e o gás He ou H2 pode ser usado para realizar trabalho. Devido à diferença de pressão mais elevada entre o movimento para cima e para baixo do trabalho do pistão, a saída específica pode ser maior do que de um motor Stirling sem válvulas. O custo adicional é a válvula. O motor de Ericsson também minimiza as perdas mecânicas: a potência necessária para a compressão não passa por perdas de fricção no rolamento, mas é aplicada diretamente da força de expansão.  O motor de Ericsson, do tipo pistão, pode ser potencialmente o arranjo de uma maquina térmica com a maior eficiência já construída. É certo que isso ainda não foi provado em aplicações práticas.
Ericsson projetou e construiu um grande número de motores que funcionam em vários ciclos, incluindo vapor, Stirling, Brayton, ciclo de fluido de ar diesel externo aquecido. Ele usou em seus motores em uma grande variedade de combustíveis, incluindo carvão e energia solar. Ericsson também foi responsável por um uso precoce da hélice de parafuso para propulsão de navios, no USS Princeton, construído em 1842-43.

### O navio com o motor de Ericsson[3]
Em 1851, o motor do ciclo de Ericsson (o segundo dos dois discutidos aqui) foi usado para alimentar um navio de 2.000 toneladas. O navio de Ericsson funcionou perfeitamente durante 73 horas. O motor combinado forneceu cerca de 300 cavalos de potência (220 kW). Ele possuía uma combinação de quatro motores de pistão duplo, o pistão/cilindro de expansão, com 14 pés (4,3 m) de diâmetro, e foi, talvez o maior pistão já construído. Há rumores de que as mesas de jantar foram colocadas em cima desses pistões (obviamente na câmara de compressão fria, não a câmara de calor) e o jantar foi servido e comido, enquanto o motor estava funcionando a toda a potência.  A 6,5 RPM a pressão foi limitada para 55 kPa. De acordo com o relatório oficial, o navio só consumiu 4200 kg de carvão por 24 horas (a estimativa original era de 8000 kg, o que ainda é melhor do que as máquinas a vapor contemporâneas). O teste no mar mostrou que, mesmo que o motor funcionasse bem, o navio estava fraco. Algum tempo após os testes, o Ericsson afundou. Quando foi levantado, o motor de Ericsson foi removido e uma máquina de vapor tomou seu lugar. O navio foi destruído quando ficou encalhado em novembro de 1892 na entrada de Barkley Sound, British Columbia, Canadá.

## Eficiência[4]
A eficiência térmica do Ciclo Ericsson é a mesma de qualquer ciclo que opere adicionando calor a temperatura alta e liberando calor a temperatura baixa, já que se trata de um processo reversível e todo o calor é fornecido e retirado em transformações isotérmicas.
Segundo Beck e Wilson (1996), para encontrar a eficiência do Ciclo Ericsson, deriva-se a expressão para a entrada de calor nos combustores. O poder de entrada nos combustores, e o poder de saída das turbinas. Então obtém-se o número de estágios dos compressores, estágios das turbinas, e que os combustores se aproximam do infinito e mostrar que a eficiência térmica se aproxima da eficiência de Carnot.
A eficiência térmica pode ser calculada como a proporção da potência específica do ciclo para a taxa de entrada de calor específico no ciclo.
{\displaystyle \eta _{TH}={\frac {W'}{Q'}}}
Onde:
{\displaystyle \eta _{TH}} = Eficiência térmica;
Q’ = Taxa de entrada de calor específico no ciclo; 
W’= potência específica do ciclo.
A taxa de entrada de calor específico no ciclo pode ser calculada pela soma da taxa de entrada de calor específico nos n combustores no ciclo:
{\displaystyle Q'=\sum Q'_{Hj}}
A taxa de entrada de calor específico de cada combustor é a taxa de entrada de calor específico do combustor dividido pelo índice de fluxo de entalpia na turbina de gás.
{\displaystyle Q'_{Hj}={\frac {Q_{Hj}}{(mc_{p}T)_{o}}}}
Onde,
Q'Hj = Taxa de entrada de calor específico do combustor j;
QHj = Taxa de entrada de calor no combustor j;
(mcpT)o = Taxa aproximada de fluxo de entalpia na turbina a gás;
m = Taxa de fluxo de massa (kg/s);
c = Capacidade de calor específico em pressão constante;
T= Temperatura total (K).
Com um regenerador ideal (100% de eficiência), a taxa de entrada de calor específico para cada combustor (incluindo o primeiro combustor) é igual a potência de cada estágio sucessivo da turbina. Portanto, a eficiência térmica é:
{\displaystyle \eta _{TH}=1+{\frac {\textstyle \sum _{j=1}^{n}\displaystyle W'_{Cj}}{\textstyle \sum _{j=1}^{n}\displaystyle W'_{E}j}}}
Onde,
{\displaystyle \textstyle \sum _{j=1}^{n}\displaystyle W'_{Cj}} = Soma dos poderes específicos dos estágios de n compressores;
 {\displaystyle \textstyle \sum _{j=1}^{n}\displaystyle W'_{Ej}}Soma dos poderes específicos dos estágios de n turbinas;
Em uma análise aproximada, assumimos uma capacidade de calor constante para o fluido circulante (produto de ar e combustão para um ciclo aberto de turbinas). A capacidade de calor específico do ar aumenta em cerca de 10% para reverter 600K de aumento de temperatura. Para uma capacidade de calor específico constante e estágios de compressores ideais, a soma dos poderes específicos dos estágios de compressão é:
{\displaystyle \sum _{j=1}^{n}W'_{Cj}=n[1-r\left({\frac {\frac {R}{c_{p}}}{n}}\right)]}
Onde,
r =Taxa de pressão do ciclo, a relação da pressão de saída do último estágio do compressor para a pressão de entrada da turbina de gás.
R = Constante do gás para o ar (J/kg K)
Similarmente, a soma do poder específico de uma turbina ideal (100% eficiente) é:
{\displaystyle \sum _{j=1}^{n}W'_{Ej}=nT'[1-r\left({\frac {\frac {R}{c_{p}}}{n}}\right)]}
Onde,
T' = Taxa de temperatura do ciclo, a razão da temperatura de saída de cada um dos n combustores para a temperatura de entrada para a turbina de gás.
Inserimos a expressão de poder específico dos estágios do compressor e da turbina na expressão de eficiência térmica e obter o limite conforme o número de estágios do compressor, os estágios das turbinas e os combustores se aproximam do infinito:
                                                                                  {\displaystyle \eta _{TH}=\lim _{n\to \infty }1+{\frac {[1-r\left({\frac {\frac {R}{c_{p}}}{n}}\right)]}{T'[1-r\left({\frac {\frac {R}{c_{p}}}{n}}\right)]}}}
Esta é a eficiência de Carnot.

## Aplicações

### Sistema de Armazenamento de Energia Térmica (STES)[5]
O STES consiste em armazenar calor utilizando energia solar concentrada, um gerador de corrente elétrica e um motor térmico e, algumas vezes, um sistema de armazenamento de energia. O concentrador solar proporciona obtenção de alta temperatura.
Dois tipos de motores de calor são muito usados em STES, o Ericsson Cycle Heat Engine (ECHE), e as turbinas a vapor de motores Stirling.